# Diácono João Luiz Pozzobon
Diácono João Luiz Pozzobon és un barri de la ciutat brasilera de Santa Maria, Rio Grande do Sul. El barri està situat al districte de Sede.

## Villas
El barri amb les següents villas: Conjunto Residencial Diácono João Luiz Pozzobon, Jardim Berleze, João Luiz Pozzobon, Loteamento Paróquia das Dores, Vila Cerrito, Vila Maringá.

## Galeria de fotos

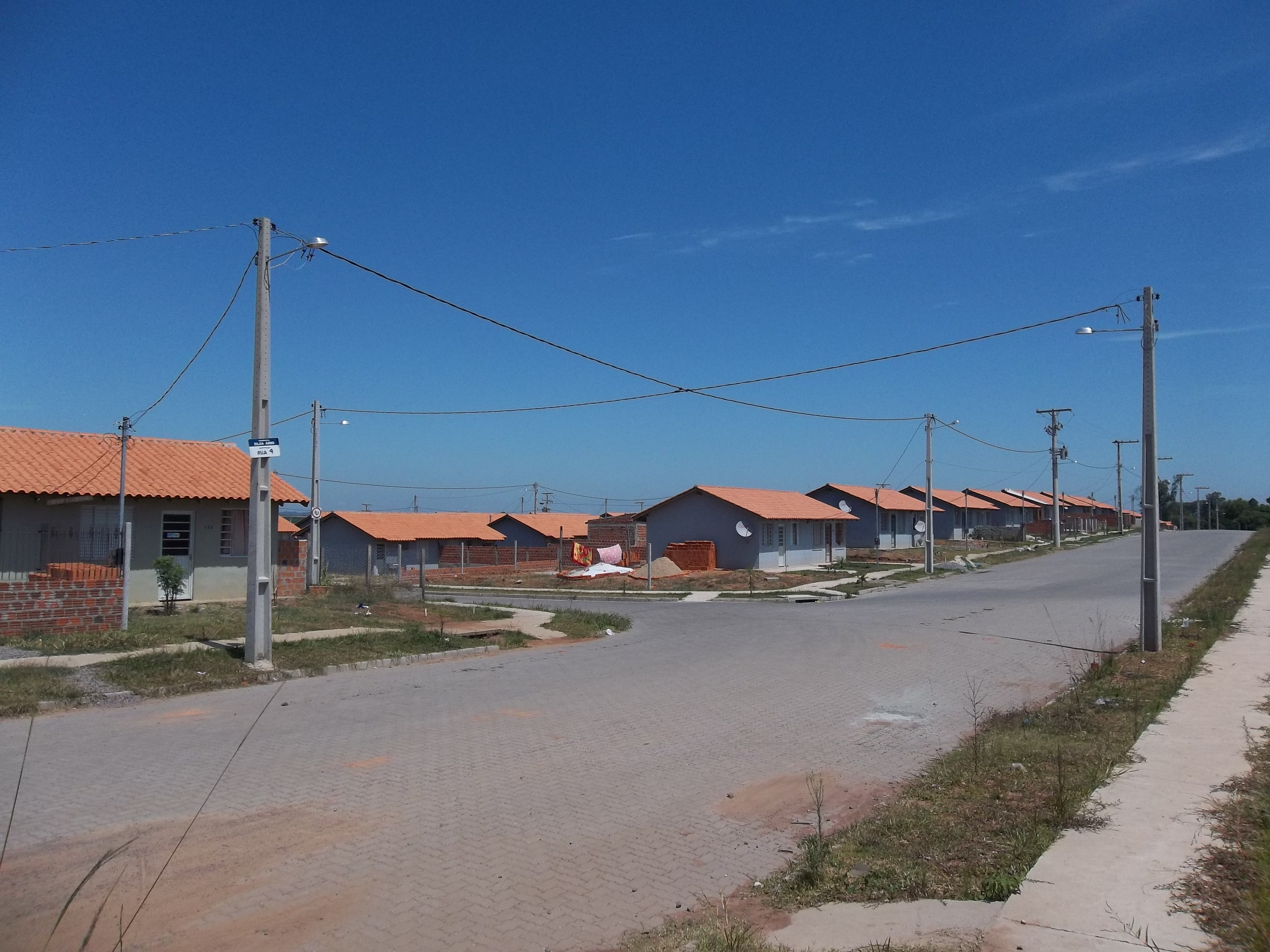
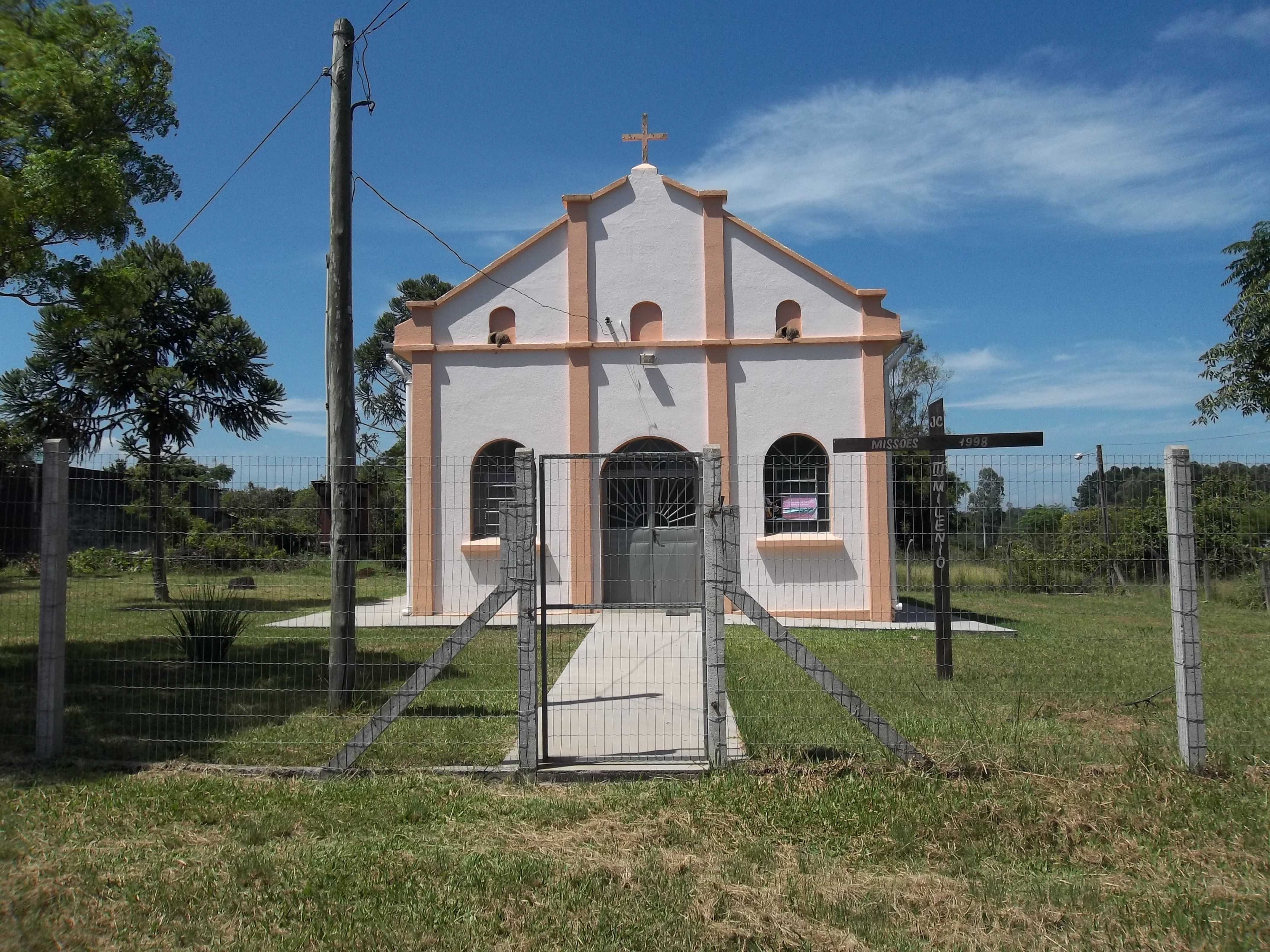
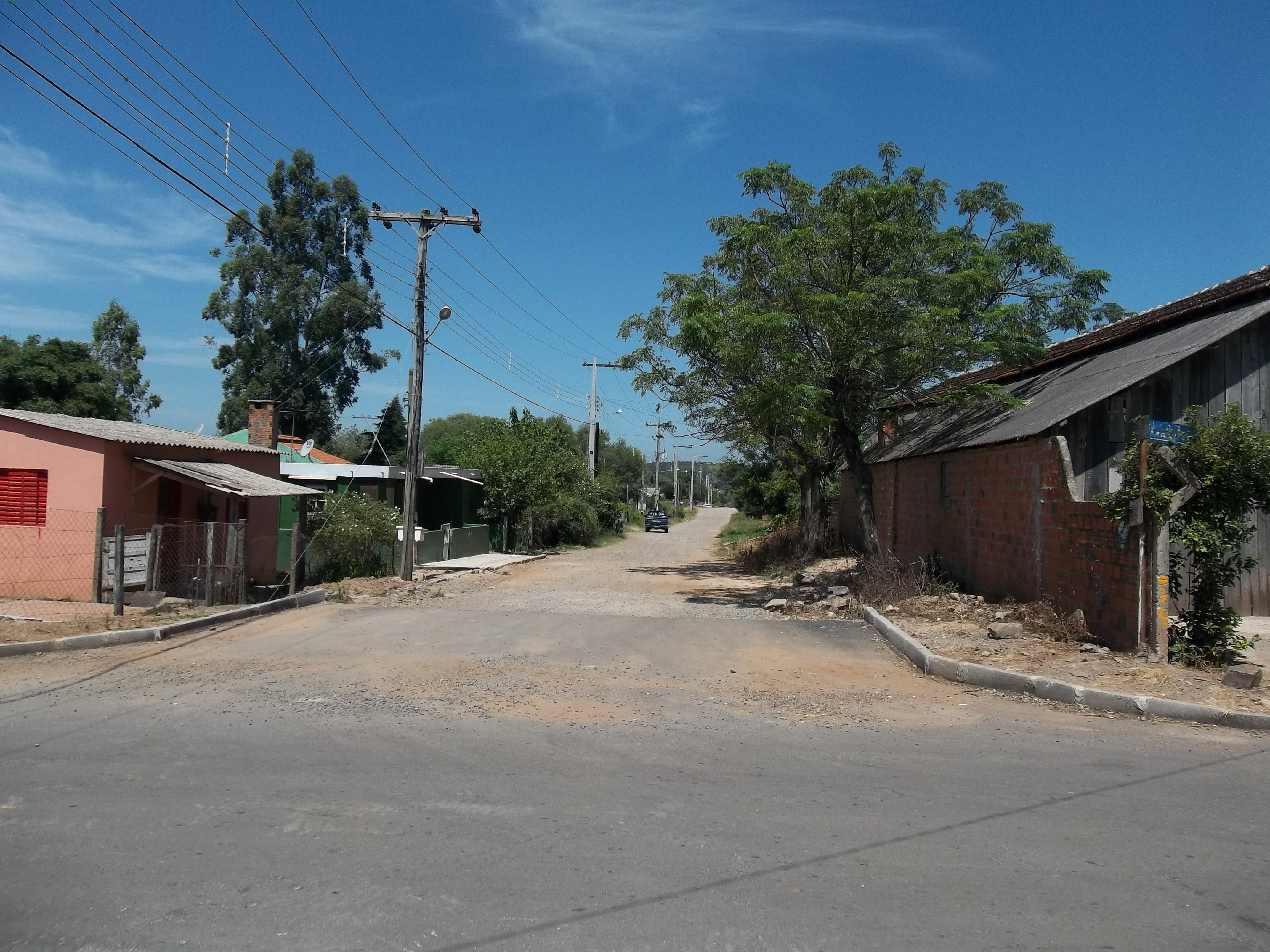
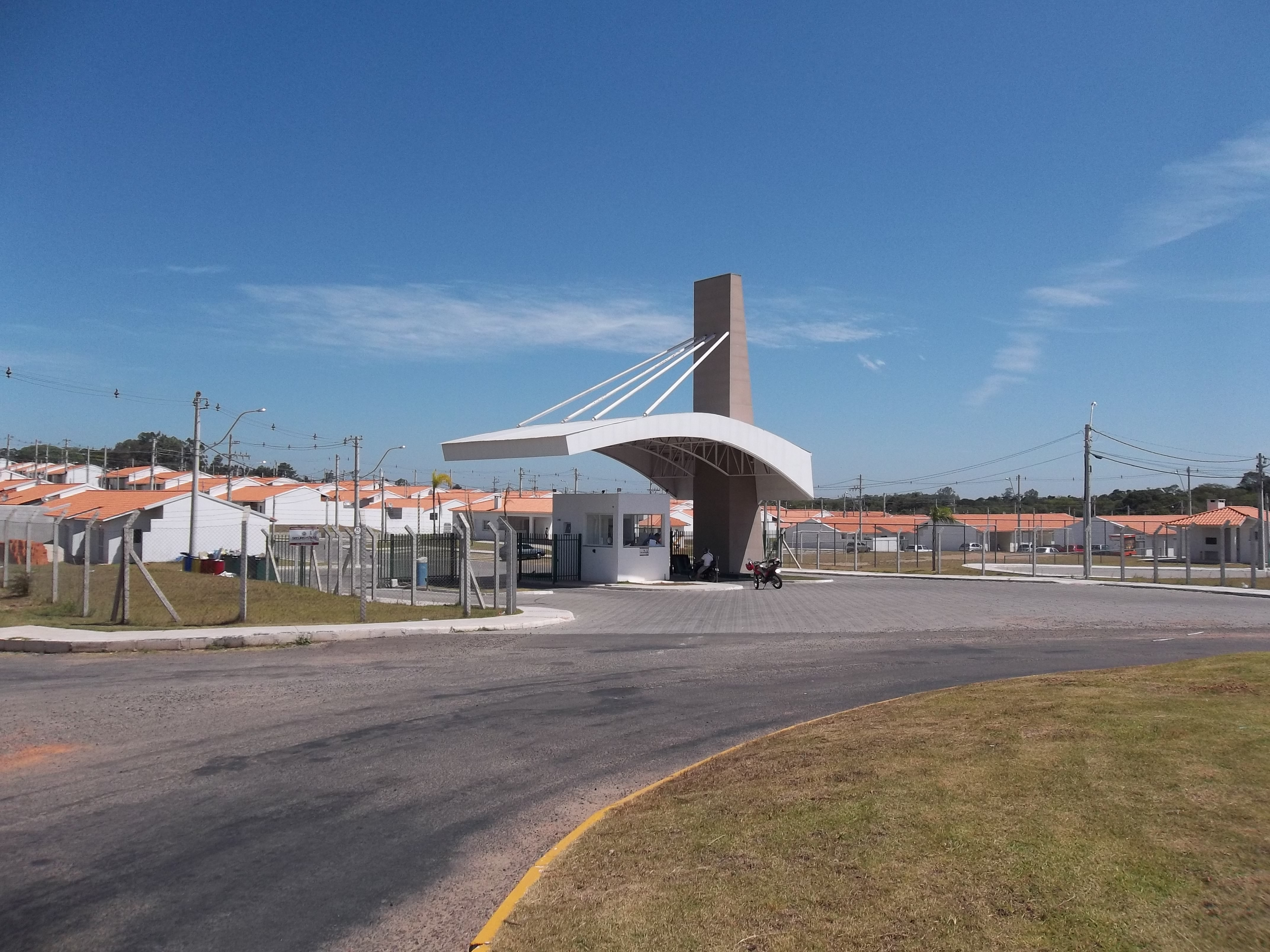
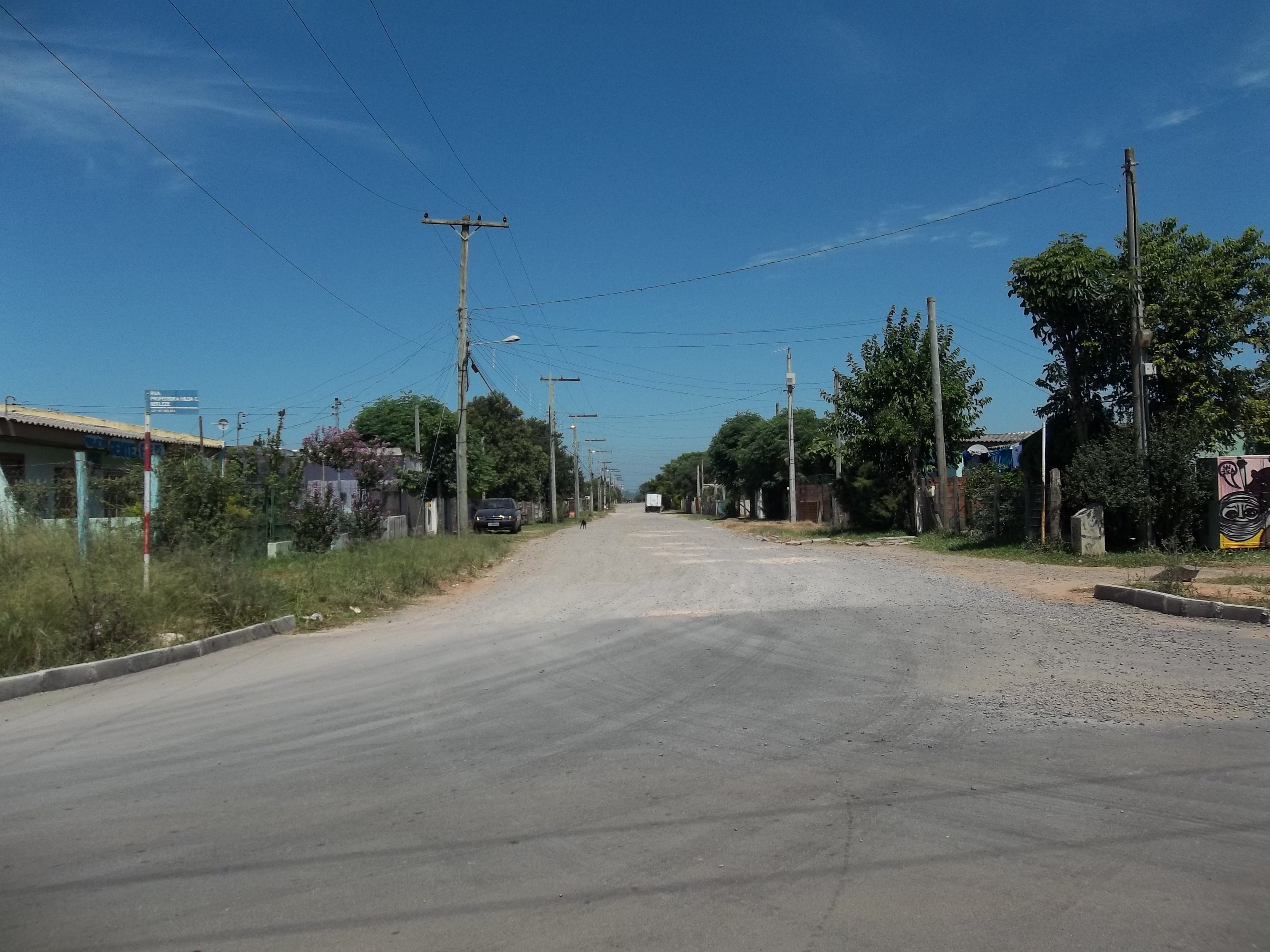

| Cerrito           | Cerrito / São José | São José Camobi |
| Cerrito Tomazetti |                    | Camobi Pains    |
| Tomazetti         | Tomazetti / Pains  | Pains           |